# Weltmeisterschaften im Gewichtheben 2021
Die Weltmeisterschaften im Gewichtheben 2021 fanden vom 7. bis 17. Dezember in der usbekischen Hauptstadt Taschkent statt. Es wurden Wettkämpfe in zehn Gewichtsklassen bei den Frauen sowie in zehn Gewichtsklassen bei den Männern ausgetragen.

## Teilnehmer
Für die Wettkämpfe waren 187 Athletinnen und 245 Athleten aus 74 Nationen angemeldet. Aufgrund der COVID-19-Pandemie nahmen einige Nationen nicht teil.

### D-A-CH-Teilnehmer
Es nahmen keine Athleten aus Deutschland teil.
- Sargis Martirosjan, Männer 109 kg
- Scheila Meister, Frauen 55 kg
- Yannick Tschan, Männer 96 kg

## Medaillengewinner

### Männer
| Disziplin | Gold                  | Gold     | Silber                | Silber | Bronze              | Bronze |
| 55 kg     | 55 kg                 | 55 kg    | 55 kg                 | 55 kg  | 55 kg               | 55 kg  |
| --------- | --------------------- | -------- | --------------------- | ------ | ------------------- | ------ |
| Reißen    | Mansour al-Saleem     | 118 kg   | Arli Tschontei        | 118 kg | Muammer Şahin       | 116 kg |
| Stoßen    | Angel Russew          | 144 kg   | Mohamad Aniq Kasdan   | 142 kg | Arli Tschontei      | 142 kg |
| Zweikampf | Arli Tschontei        | 260 kg   | Thada Somboon-uan     | 256 kg | Angel Russew        | 254 kg |
| 61 kg     |                       |          |                       |        |                     |        |
| Reißen    | Shin Rok              | 132 kg   | Schota Mischwelidse   | 131 kg | Seýitjan Mirzaýew   | 128 kg |
| Stoßen    | Shin Rok              | 156 kg   | Schota Mischwelidse   | 155 kg | Seraj al-Saleem     | 155 kg |
| Zweikampf | Shin Rok              | 288 kg   | Schota Mischwelidse   | 286 kg | Seraj al-Saleem     | 282 kg |
| 67 kg     |                       |          |                       |        |                     |        |
| Reißen    | Sulfat Garajew        | 146 kg   | Doston Yoqubov        | 144 kg | Talha Talib         | 143 kg |
| Stoßen    | Doston Yoqubov        | 180 kg   | Francisco Mosquera    | 179 kg | Adhamjon Ergashev   | 174 kg |
| Zweikampf | Doston Yoqubov        | 324 kg   | Francisco Mosquera    | 316 kg | Sulfat Garajew      | 315 kg |
| 73 kg     |                       |          |                       |        |                     |        |
| Reißen    | Briken Calja          | 156 kg   | Suttipong Jeeram      | 154 kg | Sergei Petrow       | 153 kg |
| Stoßen    | Rahmat Erwin Abdullah | 192 kg   | Briken Calja          | 186 kg | Jeong Han-sol       | 181 kg |
| Zweikampf | Rahmat Erwin Abdullah | 343 kg   | Briken Calja          | 342 kg | Suttipong Jeeram    | 334 kg |
| 81 kg     |                       |          |                       |        |                     |        |
| Reißen    | Marin Robu            | 168 kg   | Karlos Nassar         | 166 kg | Mirmostafa Javadi   | 163 kg |
| Stoßen    | Karlos Nassar         | 208 kg * | Mirmostafa Javadi     | 204 kg | Kim Woo-jae         | 196 kg |
| Zweikampf | Karlos Nassar         | 374 kg   | Mirmostafa Javadi     | 367 kg | Marin Robu          | 363 kg |
| 89 kg     |                       |          |                       |        |                     |        |
| Reißen    | Andranik Karapetjan   | 175 kg   | Rewas Dawitadse       | 171 kg | Yu Dong-ju          | 167 kg |
| Stoßen    | Artjom Okulow         | 205 kg   | Sarvarbek Zafarjonov  | 205 kg | Yu Dong-ju          | 204 kg |
| Zweikampf | Yu Dong-ju            | 371 kg   | Sarvarbek Zafarjonov  | 371 kg | Rewas Dawitadse     | 370 kg |
| 96 kg     |                       |          |                       |        |                     |        |
| Reißen    | Lesman Paredes        | 187 kg * | Boady Santavy         | 178 kg | Keydomar Vallenilla | 177 kg |
| Stoßen    | Fares Ibrahim         | 222 kg   | Artjom Antropow       | 221 kg | Keydomar Vallenilla | 214 kg |
| Zweikampf | Lesman Paredes        | 400 kg   | Fares Ibrahim         | 394 kg | Keydomar Vallenilla | 391 kg |
| 102 kg    |                       |          |                       |        |                     |        |
| Reißen    | Jin Yun-seong         | 180 kg   | Rasoul Motamedi       | 177 kg | Samwel Gasparjan    | 175 kg |
| Stoßen    | Rasoul Motamedi       | 220 kg   | Bekdoloot Rassulbekow | 217 kg | Amir Hoghoughi      | 216 kg |
| Zweikampf | Rasoul Motamedi       | 397 kg   | Jin Yun-seong         | 396 kg | Amir Hoghoughi      | 388 kg |
| 109 kg    |                       |          |                       |        |                     |        |
| Reißen    | Akbar Joʻrayev        | 195 kg   | Simon Martirosjan     | 188 kg | Ruslan Nurudinov    | 185 kg |
| Stoßen    | Akbar Joʻrayev        | 238 kg   | Ruslan Nurudinov      | 236 kg | Simon Martirosjan   | 228 kg |
| Zweikampf | Akbar Joʻrayev        | 433 kg   | Ruslan Nurudinov      | 421 kg | Simon Martirosjan   | 416 kg |
| +109 kg   |                       |          |                       |        |                     |        |
| Reißen    | Lascha Talachadse     | 225 kg * | Warasdat Lalajan      | 211 kg | Eduard Zjazjulin    | 206 kg |
| Stoßen    | Lascha Talachadse     | 267 kg * | Warasdat Lalajan      | 246 kg | Gor Minasjan        | 243 kg |
| Zweikampf | Lascha Talachadse     | 492 kg * | Warasdat Lalajan      | 457 kg | Gor Minasjan        | 448 kg |

### Frauen
| Disziplin | Gold                            | Gold   | Silber                          | Silber | Bronze               | Bronze |
| 45 kg     | 45 kg                           | 45 kg  | 45 kg                           | 45 kg  | 45 kg                | 45 kg  |
| --------- | ------------------------------- | ------ | ------------------------------- | ------ | -------------------- | ------ |
| Reißen    | Thanyathon Sukcharoen           | 77 kg  | Şaziye Erdoğan                  | 76 kg  | Manuela Berrío       | 75 kg  |
| Stoßen    | Manuela Berrío                  | 95 kg  | Thanyathon Sukcharoen           | 95 kg  | Şaziye Erdoğan       | 93 kg  |
| Zweikampf | Thanyathon Sukcharoen           | 172 kg | Manuela Berrío                  | 170 kg | Şaziye Erdoğan       | 169 kg |
| 49 kg     |                                 |        |                                 |        |                      |        |
| Reißen    | Surodchana Khambao              | 86 kg  | Rira Suzuki                     | 78 kg  | Ýulduz Jumabaýewa    | 76 kg  |
| Stoßen    | Surodchana Khambao              | 105 kg | Ibuki Takahashi                 | 101 kg | Rira Suzuki          | 101 kg |
| Zweikampf | Surodchana Khambao              | 191 kg | Rira Suzuki                     | 179 kg | Ibuki Takahashi      | 172 kg |
| 55 kg     |                                 |        |                                 |        |                      |        |
| Reißen    | Ghofrane Belkhir                | 92 kg  | Switlana Samuljak               | 91 kg  | Adijat Olarinoye     | 90 kg  |
| Stoßen    | Bindyarani Devi Sorokhaibam     | 114 kg | Ham Eun-ji                      | 114 kg | Adijat Olarinoye     | 113 kg |
| Zweikampf | Ghofrane Belkhir                | 203 kg | Adijat Olarinoye                | 203 kg | Switlana Samuljak    | 201 kg |
| 59 kg     |                                 |        |                                 |        |                      |        |
| Reißen    | Mariia Hanhur                   | 101 kg | Kuo Hsing-chun                  | 100 kg | Olga Tjo             | 100 kg |
| Stoßen    | Kuo Hsing-chun                  | 130 kg | Yenny Álvarez                   | 127 kg | Rosivé Silgado       | 120 kg |
| Zweikampf | Kuo Hsing-chun                  | 230 kg | Yenny Álvarez                   | 226 kg | Olga Tjo             | 218 kg |
| 64 kg     |                                 |        |                                 |        |                      |        |
| Reißen    | Neama Said                      | 106 kg | Han Ji-an                       | 99 kg  | Chen Wen-huei        | 97 kg  |
| Stoßen    | Chen Wen-huei                   | 135 kg | Neama Said                      | 127 kg | Anastassija Ansorowa | 121 kg |
| Zweikampf | Neama Said                      | 233 kg | Chen Wen-huei                   | 232 kg | Park Min-kyung       | 217 kg |
| 71 kg     |                                 |        |                                 |        |                      |        |
| Reißen    | Jewgenija Gussewa               | 104 kg | Olivia Reeves                   | 104 kg | Patricia Strenius    | 104 kg |
| Stoßen    | Meredith Alwine                 | 135 kg | Sarah Davies                    | 132 kg | Joy Ogbonne Eze      | 130 kg |
| Zweikampf | Meredith Alwine                 | 235 kg | Sarah Davies                    | 234 kg | Patricia Strenius    | 231 kg |
| 76 kg     |                                 |        |                                 |        |                      |        |
| Reißen    | Jana Sotijewa                   | 112 kg | Laura Nascimento                | 108 kg | Mattie Rogers        | 107 kg |
| Stoßen    | Lee Min-ji                      | 139 kg | Mattie Rogers                   | 136 kg | Kim Su-hyeon         | 134 kg |
| Zweikampf | Lee Min-ji                      | 244 kg | Mattie Rogers                   | 243 kg | Jana Sotijewa        | 242 kg |
| 81 kg     |                                 |        |                                 |        |                      |        |
| Reißen    | Alina Maruschtschak             | 113 kg | Kim I-seul                      | 108 kg | Eileen Cikamatana    | 108 kg |
| Stoßen    | Alina Maruschtschak             | 135 kg | Valeria Rivas                   | 134 kg | Dayana Chirinos      | 134 kg |
| Zweikampf | Alina Maruschtschak             | 248 kg | Valeria Rivas                   | 239 kg | Kim I-seul           | 238 kg |
| 87 kg     |                                 |        |                                 |        |                      |        |
| Reißen    | Tursunoy Jabborova              | 113 kg | Mönchdschantsangiin Anchtsetseg | 109 kg | Amanda Schott        | 106 kg |
| Stoßen    | Solfrid Koanda                  | 141 kg | Mönchdschantsangiin Anchtsetseg | 141 kg | Darja Achmerowa      | 135 kg |
| Zweikampf | Mönchdschantsangiin Anchtsetseg | 250 kg | Tursunoy Jabborova              | 244 kg | Solfrid Koanda       | 244 kg |
| +87 kg    |                                 |        |                                 |        |                      |        |
| Reißen    | Duangaksorn Chaidee             | 124 kg | Son Young-hee                   | 123 kg | Emily Campbell       | 121 kg |
| Stoßen    | Son Young-hee                   | 159 kg | Emily Campbell                  | 157 kg | Duangaksorn Chaidee  | 157 kg |
| Zweikampf | Son Young-hee                   | 282 kg | Duangaksorn Chaidee             | 281 kg | Emily Campbell       | 278 kg |

## Medaillenspiegel
Nur Zweikampfmedaillen
| Rang   | Land                   | Gold | Silber | Bronze | Gesamt |
| ------ | ---------------------- | ---- | ------ | ------ | ------ |
| 1      | Südkorea               | 4    | 1      | 2      | 7      |
| 2      | Usbekistan             | 2    | 3      | 0      | 5      |
| 3      | Thailand               | 2    | 2      | 1      | 5      |
| 4      | Kolumbien              | 1    | 4      | 0      | 5      |
| 5      | Georgien               | 1    | 1      | 1      | 3      |
| 5      | Iran                   | 1    | 1      | 1      | 3      |
| 7      | Vereinigte Staaten     | 1    | 1      | 0      | 2      |
| 7      | Chinesisch Taipeh      | 1    | 1      | 0      | 2      |
| 9      | Bulgarien              | 1    | 0      | 1      | 2      |
| 9      | Ukraine                | 1    | 0      | 1      | 2      |
| 11     | Kasachstan             | 1    | 0      | 0      | 1      |
| 11     | Indonesien             | 1    | 0      | 0      | 1      |
| 11     | Tunesien               | 1    | 0      | 0      | 1      |
| 11     | Ägypten                | 1    | 0      | 0      | 1      |
| 11     | Mongolei               | 1    | 0      | 0      | 1      |
| 16     | Armenien               | 0    | 1      | 2      | 3      |
| 17     | Japan                  | 0    | 1      | 1      | 2      |
| 17     | Vereinigtes Königreich | 0    | 1      | 1      | 2      |
| 19     | Albanien               | 0    | 1      | 0      | 1      |
| 19     | Katar                  | 0    | 1      | 0      | 1      |
| 19     | Nigeria                | 0    | 1      | 0      | 1      |
| 22     | Russland               | 0    | 0      | 3      | 3      |
| 23     | Saudi-Arabien          | 0    | 0      | 1      | 1      |
| 23     | Moldau                 | 0    | 0      | 1      | 1      |
| 23     | Venezuela              | 0    | 0      | 1      | 1      |
| 23     | Norwegen               | 0    | 0      | 1      | 1      |
| 23     | Schweden               | 0    | 0      | 1      | 1      |
| 23     | Türkei                 | 0    | 0      | 1      | 1      |
| Gesamt | Gesamt                 | 20   | 20     | 20     | 60     |